# Octobre 1998

## 3 octobre
- États-Unis : réunion à Washington du G7, en plein contexte de crise boursière. Mais il ne prend aucune décision concrète.

## 4 octobre
- Mexique : Héctor Terán Terán, gouverneur de Basse-Californie, meurt d'une crise cardiaque.

## 8 octobre
- États-Unis : ouverture d'une procédure d'impeachment contre Bill Clinton, dans le cadre de l'affaire Lewinsky.
- Japon : visite au Japon du président sud-coréen Kim Dae-Jung.

## 9 octobre
- Italie : chute du gouvernement de Romano Prodi.
- France : la droite, plus nombreuse dans l'hémicycle, repousse le projet de loi du gouvernement sur le Pacte civil de solidarité (PACS), qui reconnaît entre autres un droit d'union aux homosexuels.

## 13 octobre
- Kosovo : le président serbe Slobodan Milošević accepte de l'émissaire américain Richard Holbrooke le principe de l'envoi d'une mission de l'OSCE (organisation pour la sécurité et la coopération en Europe) au Kosovo.

## 14 octobre
- Chine : fin du troisième plénum du XVe congrès du parti communiste chinois.

## 15 octobre
- France : inauguration de la ligne 14 du métro de Paris.

## 16 octobre
- Royaume-Uni : arrestation surprise, au Royaume-Uni, du dictateur chilien Augusto Pinochet.
- Italie : un ancien communiste, Massimo D'Alema, est chargé de former le nouveau gouvernement.

## 19 octobre
- États-Unis : procès contre la firme Microsoft de Bill Gates, accusée de situation de monopole.

## 20 octobre
- Économie : enterrement discret de l'Accord Multilatéral sur les Investissements (AMI), à l'initiative en particulier de la France.

## 21 octobre
- Suisse : décision du gouvernement d'abandonner la filière nucléaire.

## 23 octobre
- Proche-Orient : accords de Wye Plantation[1] entre Israël et l'Autorité palestinienne.

## 24 octobre
- Kosovo : l'ONU accorde à l'OTAN le droit de prendre les « mesures appropriées » pour contraindre Belgrade à respecter ses engagements concernant le Kosovo.

## 26 octobre
- Amérique du Sud : accords entre l'Équateur et le Pérou, réglant leur différend frontalier.

## 27 octobre
- Allemagne : Gerhard Schröder prend ses fonctions de chancelier allemand.

## 29 octobre
- Pétrole : décision de construire un oléoduc depuis l'Asie Centrale vers la Turquie.

## 31 octobre
- Russie : le premier ministre russe Evguenni Primakov présente son programme de mesures contre la crise économique que traverse son pays.

## Naissance
- 1er octobre :
  - Daniel Gafford, joueur de basket-ball américain
  - Lloyd Kelly, footballeur anglais
- 2 octobre : 
  - Lamyai Haithongkham, chanteuse pop thaïlandaise de musique mor lam et luk thung.
  - Maxime Godart, acteur français
- 5 octobre : Allan Dahl Johansson, patineur de vitesse norvégien
- 8 octobre : Ekaterina Koroleva, handballeuse russe (± 7 juillet 2019)
- 12 octobre : Tha chimpy est née
- 22 octobre : Ianis Hagi, footballeur roumain
- 23 octobre :
  - Rihem Ayari, lutteuse tunisienne
  - Amandla Stenberg, actrice américaine
- 25 octobre :
  - Lee Know, chanteur coréen membre du groupe Stray Kids
- 28 octobre :
  - Perrine Laffont, skieuse acrobatique française
  - Nolan Gould, acteur américain
- 31 octobre : Alice Morel-Michaud, actrice québécoise